# Dálnice A9 (Německo)
Dálnice A9, německy Bundesautobahn 9 (zkratka BAB 9) nebo zkráceně Autobahn 9 (A9), je páteřní německá dálnice, dlouhá 530 kilometrů. Propojuje velkoměsta Berlín, Lipsko, Norimberk a Mnichov. Je po ní vedena evropská silnice E51 (úsek Berlín–Norimberk), E49 (Schkeuditz–Schleiz) a E45 (Norimberk–Mnichov).

## Trasa
A9 začíná u Postupimi na okruhu Berlína a pokračuje na jihozápad až jih přes dálniční uzly Lipsko–Halle, Hermsdorf, Hof, Bayreuth, Norimberk a Ingolstadt do Mnichova, kde končí. Vede zhruba paralelně se státní silnicí B2.
Na severu se A9 napojuje v dálniční křižovatce Potsdam u vesnice Ferch na dálnici A10, což je berlínský dálniční okruh. Nejkratší cesta do centra Berlína odsud vede krátce po A10 (na východ) a pak po A115. Na jihu dálnice končí v severní části Mnichova.  
Na trase prochází A9 spolkovými zeměmi Braniborsko, Sasko-Anhaltsko, Sasko, Durynsko a Bavorsko. Na západ od Lipska dálnice zhruba kopíruje hranici mezi Saskem-Anhaltskem a Saskem. U města Hof prochází jen 20 km od Ašského výběžku.

## Historie

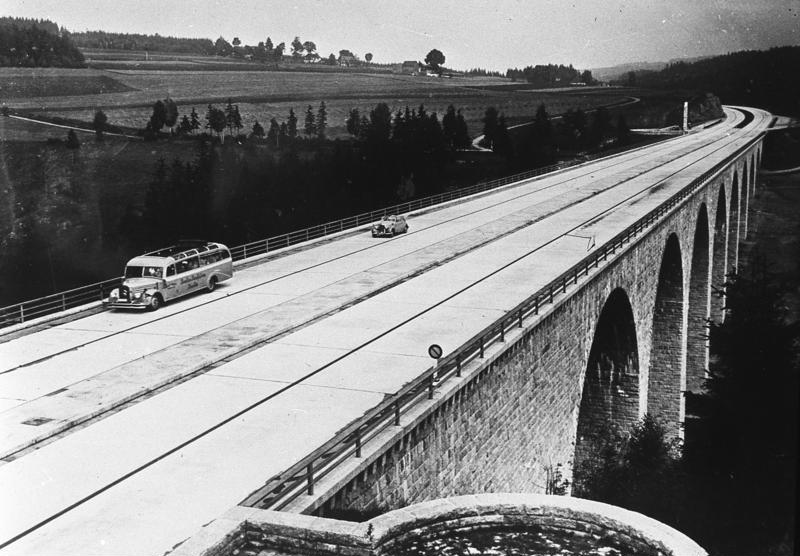
Dálniční most Rudolphstein přes řeku Sálu koncem 30. let, ozdobený zájezdovým autobusem Mercedes-Benz. Koncem války byl most zničen a znovu byl zprovozněn až roku 1966. Po řece v těchto místech vedla přírodní hranice mezi západním a východním Německem.

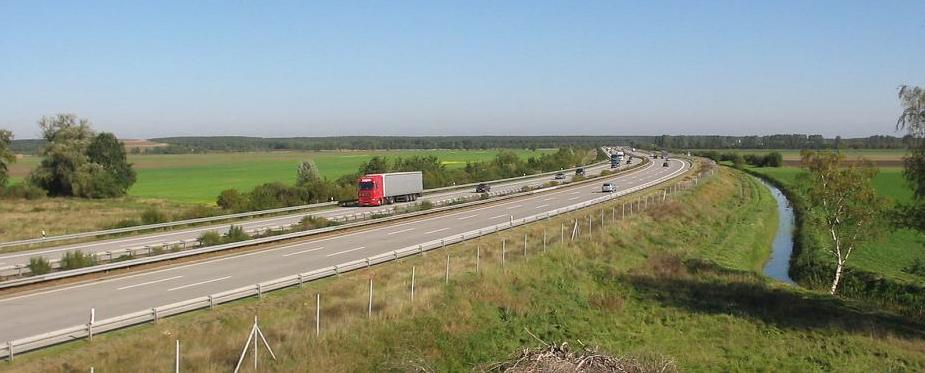
A9 v Braniborsku

### Výstavba
Dálnice vznikla již za nacistického Německa a byla slavnostně otevírána po několika částech. V roce 1936 byl otevřen první, 164 km dlouhý úsek mezi dnešní křižovatkou Schkeuditz (A9–A14) a Bad Berneckem (poblíž Bayreuthu, dnes A9–A70). Poslední zkompletovanou částí byl druhý pruh u města Schnaittach (mezi Bayreuthem a Norimberkem) otevřený roku 1941, čímž se z dnešní A9 stala první dokončená německá dálnice. Původně nesla číslo 3, a to (v západoněmecké části) až do zavedení nového systému číslování dálnic v roce 1974.

### Období rozděleného Německa
Během studené války byla A9 jednou ze čtyř silnic, po kterých se dalo dostat ze Západního Německa přes území NDR do západního Berlína. Povolené trasy byly označeny žlutými značkami s černými písmeny „TRANSIT“. Na návěstech a ukazatelích vzdálenosti bylo obvykle uvedeno „Berlin – Hauptstadt der DDR“ (Berlín – hlavní město NDR, což byl západními státy formálně neuznávaný stav), nikoliv Berlin (West). 
Mezi lety 1945 a 1966 byla dálnice v oblasti vnitroněmecké hranice (mezi Bavorskem a Durynskem) uzavřena. Důvodem byl neprůjezdný hraniční most přes řeku Sálu, poničený na konci druhé světové války. Tranzit mezi SRN a západním Berlínem byl odkloněn přes dálnici A72 a starou státní silnici B2 přes Töpen a Gefell do Schleizu, kde se vracel na dálnici A9. 
Navzdory tomu, že Západní Německo přispívalo na provoz a údržbu i východoněmecké části dálnice, byl její stav obecně bídný. Povrch byl převážně z původních betonových panelů namísto modernějšího asfaltu či kontinuálně litého betonu. Na území Durynska měla dálnice na úseku mezi Schleizem a Rodabornem (u Triptisu) dokonce povrch z dlažebních kostek. Teprve v 80. letech byly kostky nahrazeny betonem.

### Modernizace po roce 1990
Po znovusjednocení Německa prudce stoupla intenzita provozu na úseku Norimberk–Berlín (a zejména Bayreuth–Hof), který se z málo používaného periferního spojení stal hlavní magistrálou mezi jihem a východem sjednoceného státu. Proto musela být tato část A9 přestavěna a zmodernizována, neboť do té doby měla v obou směrech jen po dvou jízdních pruzích bez nouzových (odstavných) pruhů, což  pro moderní úroveň provozu, neomezenou rychlost a požadovanou bezpečnost bylo zcela nedostatečné. Už krátce po sjednocení byl v roce 1990 u Bayreuthu naměřen za den průjezd 50 000 vozidel, tedy na hranici kapacity. 
Kromě samotného rozšíření bylo na několika místech také změněno nevhodné trasování, např. severně od Bayreuthu byla dálnice odkloněna z vesnice Lanzendorf a jinde byla pomocí estakád či zářezů zmírněna příliš ostrá stoupání. Do roku 2001 byla většina A9 rozšířena na šest pruhů (plus nouzové), zcela dokončen byl tento proces roku 2014. Jediné užší místo zůstává na křižovatce Hermsdorf (s dálnicí A4).
Rekonstrukce dálnice si vyžádala také přesun či uzavření několika odpočívek a motorestů. Takto byl roku 2004 zrušen i motorest Rodaborn, jehož historie sahala až do roku 1928, kdy zde vznikl hostinec pro turisty a občany města Triptis. Když kolem něj byla roku 1936 postavena dálnice, stalo se z něj vůbec první dálniční odpočívadlo v Německu. Fungovalo až do 70. let, kdy bylo uzavřeno. Roku 1986 bylo obnoveno výhradně pro obsluhu tranzitních cestujících. Po roce 2004 se zde v obou směrech nachází pouze parkoviště se sociálním zařízením, nicméně existuje lokální iniciativa snažící se tradici nejstaršího motorestu udržet. Tomu však brání spolkové úřady, resp. nájemci okolních odpočívadel, kteří mají smluvně zajištěnu exkluzivitu. Oficiálně je tak zdejší obnovený hostinec z parkoviště nepřístupný a prodej občerstvení probíhá jen skrz plot („Bratwurst über den Zaun“) .

## Dálniční křižovatky

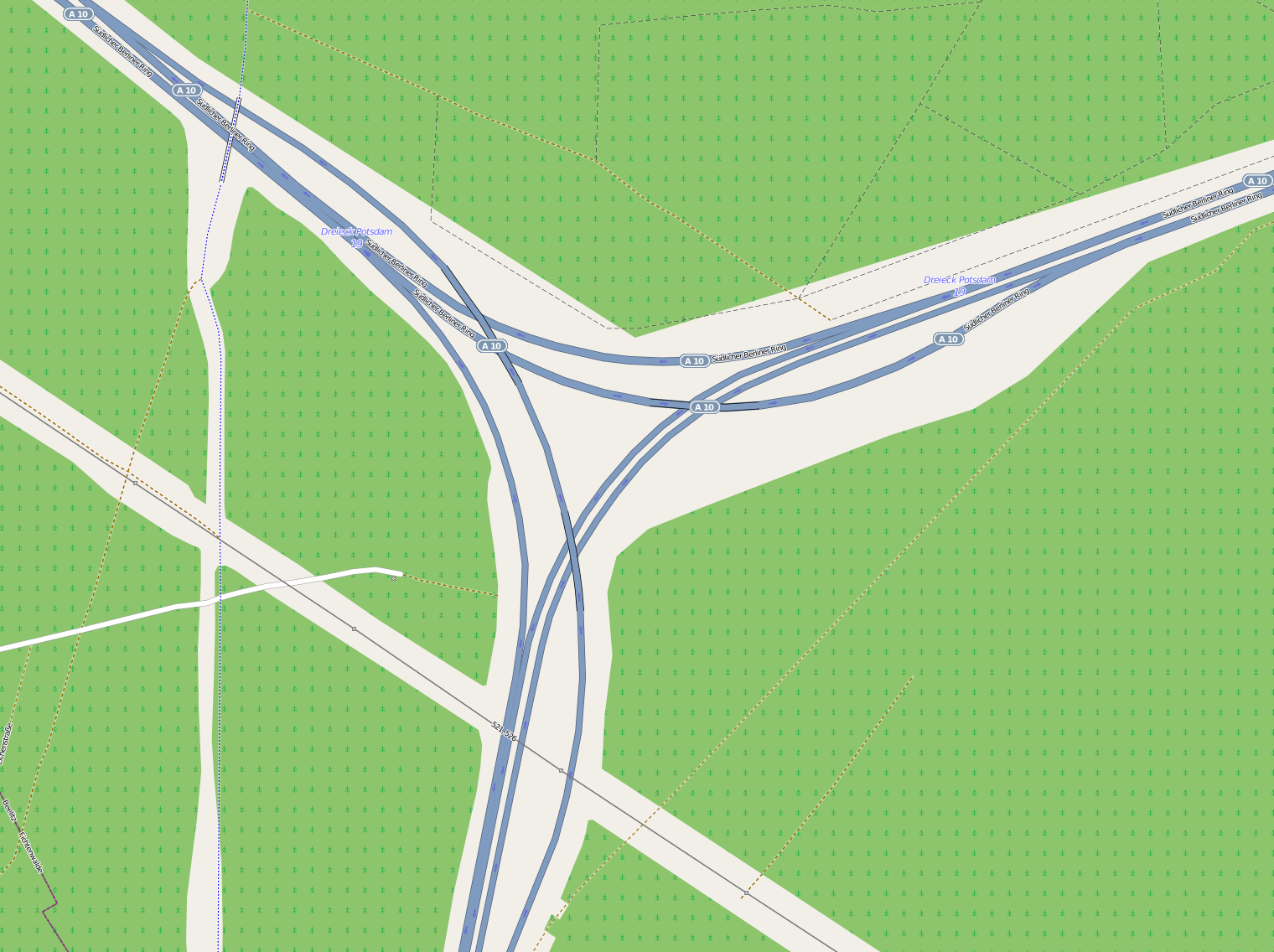
Dreieck Potsdam (10)

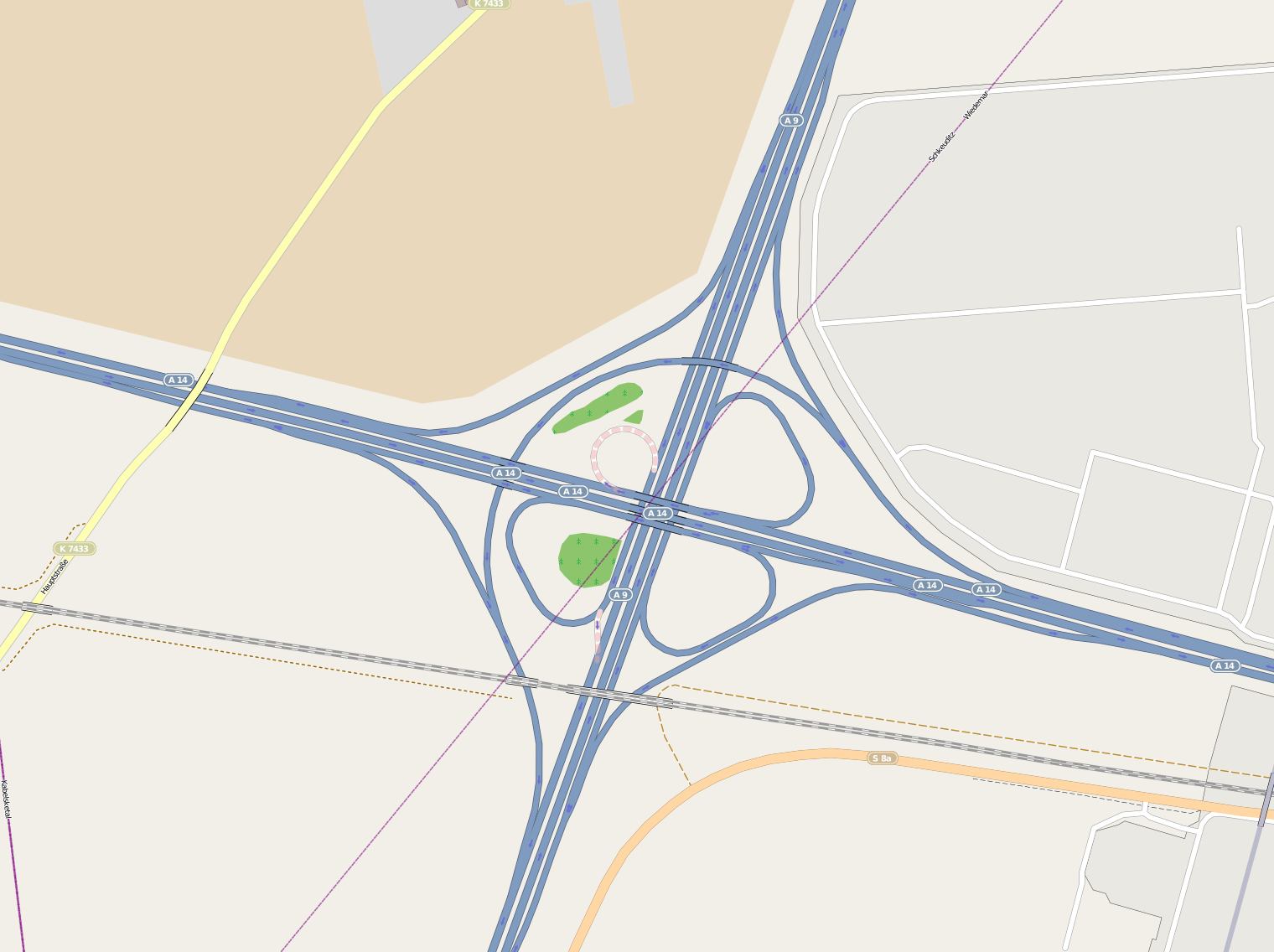
Schkeuditzer Kreuz (15)

| Dálnice A10 | Křižovatka | (1)   | Dreieck Potsdam              | v provozu |
| Dálnice A14 | Křižovatka | (15)  | Schkeuditzer Kreuz           | v provozu |
| Dálnice A38 | Křižovatka | (19)  | Kreuz Rippachtal             | v provozu |
| Dálnice A4  | Křižovatka | (24)  | Hermsdorfer Kreuz            | v provozu |
| Dálnice A72 | Křižovatka | (33)  | Dreieck Bayerisches Vogtland | v provozu |
| Dálnice A70 | Křižovatka | (40a) | Dreieck Bayreuth/Kulmbach    | v provozu |
| Dálnice A3  | Křižovatka | (51)  | Kreuz Nürnberg               | v provozu |
| Dálnice A6  | Křižovatka | (53)  | Kreuz Nürnberg-Ost           | v provozu |
| Dálnice A73 | Křižovatka | (54)  | Dreieck Nürnberg/Feucht      | v provozu |
| Dálnice A93 | Křižovatka | (65)  | Dreieck Holledau             | v provozu |
| Dálnice A92 | Křižovatka | (68)  | Kreuz Neufahrn               | v provozu |
| Dálnice A99 | Křižovatka | (72)  | Kreuz München-Nord           | v provozu |

## Aktuální stav a plány do budoucna

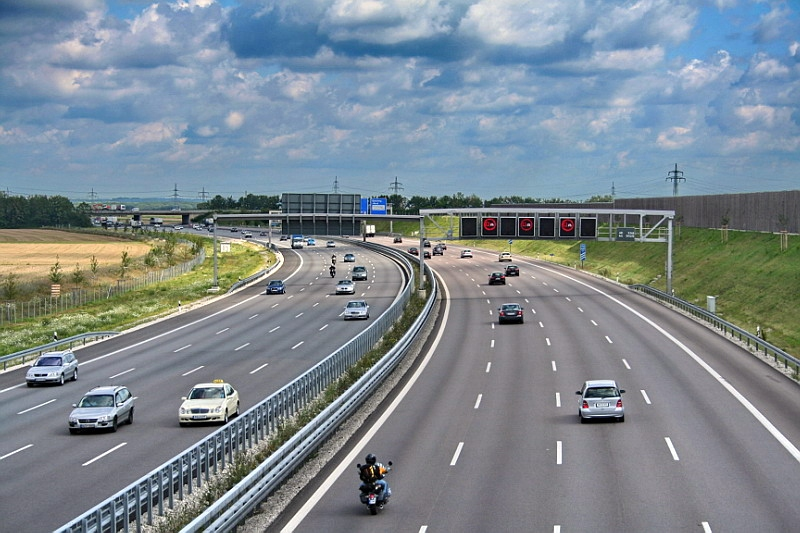
A9 u Mnichova

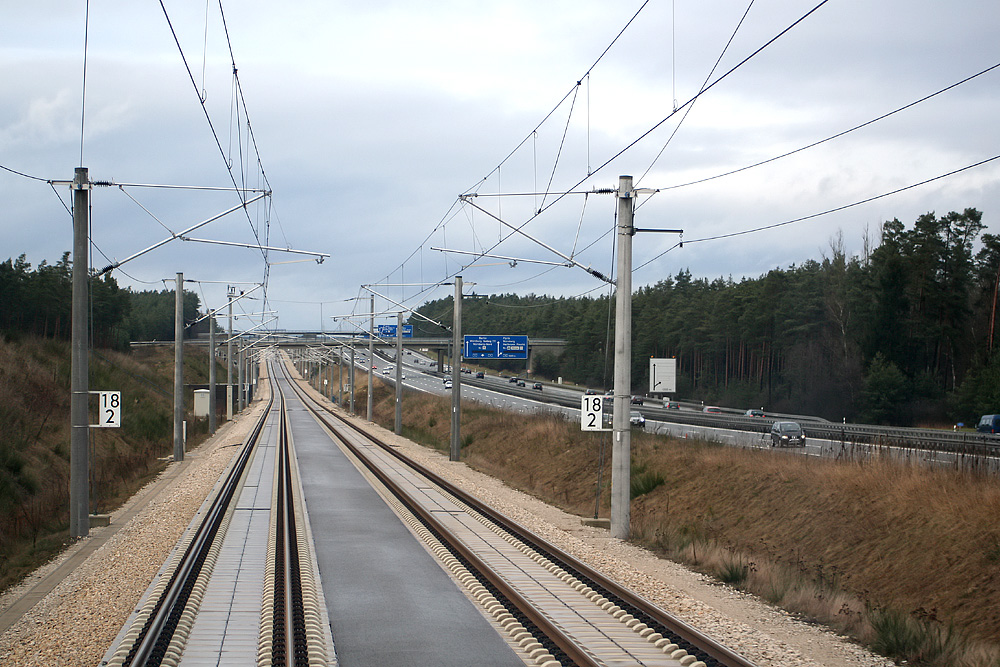
Železniční rychlotrať podél A9

Kromě výše zmíněné výjimky (křižovatka Hermsdorf) je celá dálnice A9 vedena v profilu alespoň tří průjezdných a jednoho nouzového pruhu pro každý směr. Úsek severně od Mnichova mezi křižovatkami s A99 a A92 je osmiproudý, podle měření roku 2008 zde projelo průměrně 143 000 vozidel denně. Uvažuje se o rozšíření na osm pruhů až po křižovatku Holledau, kde se z A9 odděluje A93 směr Řezno, a také na vytíženém úseku kolem Norimberka (mezi křížením s A3 a A6).
Od roku 2006 se také hovoří o možné přestavbě třísměrné křižovatky Holledau na čtyřsměrnou, za účelem prodloužení dálnice A93 k městu Pfaffenhofen an der Ilm.
Roku 2015 tehdejší spolkový ministr dopravy Alexander Dobrindt oznámil, že je v plánu využít část dálnice A9 jako testovací trať pro autonomní vozidla.
Souběžně se značnou částí dálničního úseku Norimberk–Ingolstadt vede rychlodráha ICE mezi Norimberkem a Mnichovem.